# Корональные петли

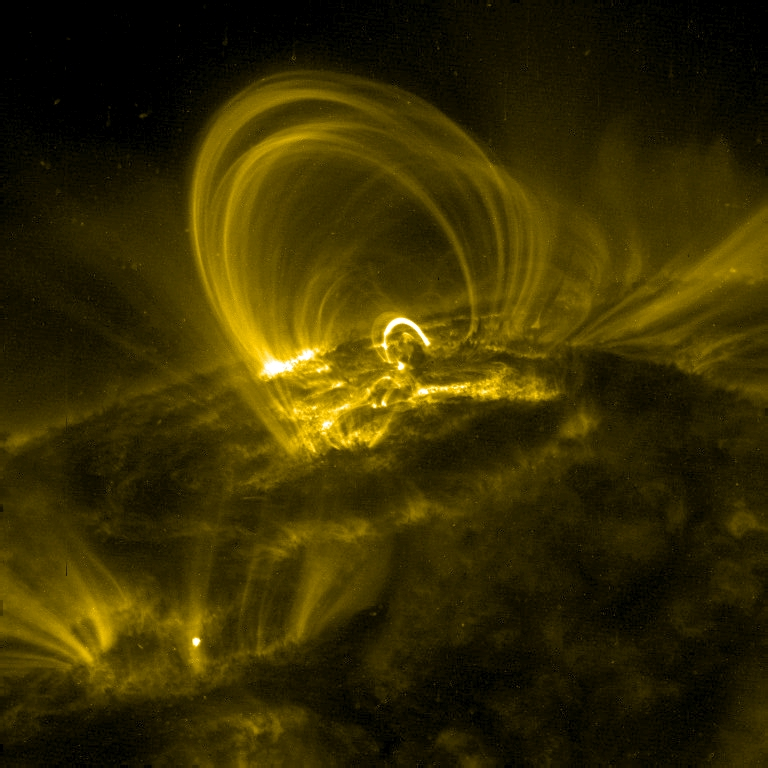
Типичная корональная петля

Корональные петли - один из видов структуры нижней короны и переходного слоя Солнца. Порождаются магнитными полями. Количество корональных петель непосредственно связано с солнечным циклом. Часто встречаются с солнечными пятнами, как опорной точкой. Возбуждающий магнитный поток проталкивается через фотосферу, обнажая более холодную плазму ниже. Контраст между фотосферой и внутренним пространством Солнца создает впечатление темных пятен или солнечных пятен.